# Guido Hoheisel

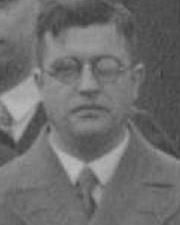
Guido Hoheisel (1930)

Guido Heinrich Karl Hoheisel (* 14. Juli 1894 in Breslau; † 11. Oktober 1968 in Köln) war ein deutscher Mathematiker.
Hoheisel wurde 1893 als Sohn des Rentenbank-Diätars Karl Hoheisel und dessen Ehefrau Theofila geborenen Mausch geboren. Ab 1914 studierte er an der Universität Breslau und ab 1920 an der Humboldt-Universität Berlin, wo er 1920 bei Erhard Schmidt (Lineare funktionale Differentialgleichungen, Mathematische Zeitschrift Bd. 14, 1922, S. 35–98) und Issai Schur promovierte. Während seines Studiums wurde er Mitglied der KStV Unitas Breslau. Er habilitierte sich in Breslau, wo er ab 1922 Privatdozent war und ab 1928 außerordentlicher Professor.  Ab 1935 war er in gleicher Funktion an der Universität Greifswald und ab 1938 zunächst Vertretungsprofessor und ab 1939 ordentlicher Professor an der Universität Köln, ab 1940 als Direktor des Mathematischen Instituts. 1962 emeritierte er in Köln.
1930 bewies er einen Satz über Primzahllücken: wenn pn die n-te Primzahl ist, dann gilt
pn+1 − pn < pnθ
mit einer Konstante θ  < 1 für genügend große n. Hoheisel zeigte, dass man θ = 32999/33000 nehmen kann. Einen weiteren Beweis und eine Verschärfung auf θ = 249/250 gab Hans Heilbronn. Weitere Verschärfungen der unteren Grenzen von θ gaben Nikolai Grigorjewitsch Tschudakow (Chudakov) (untere Grenze ¾) im Jahr 1936 und Albert Ingham (untere Grenze 5/8) im Jahr 1937 sowie Martin Huxley 1972 (θ =7/12).
Hoheisel hatte 1937 Ingeborg Elvira Pfaff in Dresden geheiratet. Er verstarb 1968 im Alter von 74 Jahren in der Kölner Universitätsklinik.

## Schriften
- Gewöhnliche Differentialgleichungen, de Gruyter, Sammlung Göschen, 7., Auflage 1965.
- Partielle Differentialgleichungen, de Gruyter, Sammlung Göschen, 1928, 3. Auflage 1953.
- Integralgleichungen, de Gruyter, Sammlung Göschen, 2. Auflage 1963.